# Narambuenatitan
Genre
Espèce
Narambuenatitan est un genre de titanosaure du Crétacé supérieur retrouvé en Patagonie, en Argentine.
L'espèce-type est N. palomoi.  Elle a été décrite en 2011 par Leonardo S. Filippi, Rodolfo A. García et Alberto C. Garrido. Le nom générique fait référence à Puesto Narambuena et aux titans de la mythologie grecque. Le nom spécifique a été donné en l'honneur de Salvador Palomo.
L'holotype MAU-Pv-N-425 est composé de fossiles retrouvés en 2005-2006 dans la formation géologique Anacleto (en) du groupe de Neuquén (en).